# Jérôme Roussillon
Jérôme Roussillon (ur. 6 stycznia 1993 w Sarcelles) – francuski piłkarz grający na pozycji obrońcy. Od 2023 roku zawodnik niemieckiego klubu Union Berlin. Zawodnik grający dla reprezentacja Gwadelupy

## Życiorys
Jest wychowankiem FC Sochaux-Montbéliard. W czasach juniorskich trenował także w Saint-Denis US i INF Clairefontaine. W 2010 roku dołączył do rezerw Sochaux. W latach 2012–2015 był piłkarzem pierwszego zespołu tego klubu. W Ligue 1 zadebiutował 2 maja 2012 w przegranym 1:2 meczu z AC Ajaccio. Do gry wszedł w 76. minucie, zmieniając Ryada Boudebouza. 20 stycznia 2015 został piłkarzem Montpellier HSC, pozostając jednak w Sochaux na zasadzie wypożyczenia do zakończenia sezonu 2014/2015. 6 sierpnia 2018 odszedł za 5 milionów euro do niemieckiego VfL Wolfsburg.Od 2023 jest zawodnikiem Union Berlin.